# Oasis Management Company
Oasis Management Company (Oasis)  è una società di gestione di hedge fund con sede a Hong Kong con uffici aggiuntivi a Tokyo e Austin, in Texas. È un fondo attivista che ha spinto per cambiamenti significativi nelle aziende. Negli ultimi tempi si è concentrato sulle aziende giapponesi.
Nella sua revisione annuale sugli investimenti attivisti del 2022, Insightia ha classificato Oasis come il terzo investitore attivista più influente. Nel 2024 gestisce un patrimonio (AUM) di 5,7 miliardi di dollari.

## Storia
Oasis è stata fondata nel 2002 da Seth Fischer, che in precedenza era un gestore di portafogli di investimenti asiatici presso Highbridge Capital Management. La società è stata originariamente costituita come un'impresa tra Oasis Management Holdings e DKR Capital Partners denominata DKR Oasis Management. Gestiva un fondo multistrategia focalizzato sull’Asia denominato DKR SoundShore Oasis Fund.
Nel dicembre 2008, a causa della crisi finanziaria del 2007-2008, DKR Oasis ha licenziato il personale nel suo ufficio di Tokyo. Nel giugno 2011, l'impresa si è sciolta con la restituzione di denaro esterno.
Nel settembre 2011, la Securities and Futures Commission (SFC) ha multato sia Oasis che Fischer per 7,5 milioni di dollari di Hong Kong (961.767 dollari) ciascuno per le negoziazioni effettuate nel 2006 relative alle azioni della Japan Airlines. Sono stati anche rimproverati pubblicamente. SFC ha affermato che Oasis ha effettuato diversi ordini alla Borsa di Tokyo per azioni Japan Airlines entro 15 minuti dalla chiusura del mercato il 19 luglio 2006, dopo che Japan Airlines aveva annunciato un piano per una vendita pubblica di nuove azioni. Le negoziazioni sembravano destinate a far scendere il prezzo di chiusura delle azioni Japan Airlines quel giorno, il che avrebbe avvantaggiato i fondi Oasis durante gli acquisti di nuove azioni nell'offerta. Mentre Oasis e Fischer non hanno ammesso che la strategia di trading è stata progettata per fuorviare il mercato, hanno accettato le sanzioni SFC e hanno adottato misure volontarie nel 2007 per evitare il ripetersi di eventi simili.
Nel maggio 2023, Fischer è stato relatore al vertice degli hedge fund Sohn Hong Kong. Ha affermato che erano esagerate le preoccupazioni sul fatto che fosse difficile investire in Cina e che invece c'erano opportunità da cogliere investendo in società cinesi di istruzione professionale.

## Attivismo
Nel febbraio 2014, Fischer ha inviato una lettera al presidente di Nintendo Satoru Iwata in cui affermava che la società avrebbe dovuto concentrarsi sul mercato dei giochi per dispositivi mobili. Nel luglio 2016, è stato riferito che Oasis avrebbe guadagnato decine di milioni dopo il successo di Pokémon Go.
Nel novembre 2015, Oasis ha chiesto a Kyocera di rimborsare più di 4 miliardi di dollari agli investitori. Il piano prevedeva che Kyocera vendesse la sua partecipazione di 8,3 miliardi di dollari in KDDI e desse metà dei proventi agli azionisti.
Nel febbraio 2017, Oasis si è opposta al piano di Panasonic di acquisire la sua controllata PanaHome, sostenendo che il prezzo era troppo basso. Due mesi più tardi, nell'aprile 2017, Panasonic ha alzato la sua offerta per soddisfare Oasis e altri azionisti.
Nel novembre 2017, Oasis ha proposto un management buyout e una richiesta di esaminare i libri e i registri di Pasona.
Nel 2018, Oasis si è opposta all'acquisizione di Alpine Electronics da parte di Alps Electric, affermando che stava derubando i proprietari di azioni di minoranza di Alpine. Tuttavia, Elliott Management, che deteneva più azioni, ha sostenuto l'accordo.  Nel gennaio 2019, l'intesa è andata in porto ed è stata costituita Alps Alpine.  Nel marzo 2019, Alps Alpine ha dichiarato che Oasis l'ha citata in giudizio per 38,4 miliardi di yen (345 milioni di dollari) di danni e aveva chiesto al tribunale distrettuale di Tokyo di annullare la fusione.  Nel marzo 2022, il tribunale si è pronunciato a favore di Alps Alpine.
Nell'ottobre 2020, Oasis ha presentato una richiesta a Tokyo Dome Corp per tenere un'assemblea generale straordinaria per sostituire il suo top management. Nel novembre 2020, Mitsui Fudosan ha annunciato un'offerta di 120,5 miliardi di yen (1,2 miliardi di dollari) per Tokyo Dome Corp. Dopo l'offerta, Oasis ha deciso di offrire le proprie azioni consentendo il completamento dell'offerta nel gennaio 2021.
Nell'aprile 2021, Oasis si è opposta alla proposta di acquisizione di Toshiba da parte di CVC Capital Partners, affermando che era troppo bassa.  Nel marzo 2022, Oasis ha votato in un'assemblea generale straordinaria che Toshiba sollecitasse offerte di acquisto da parte di società di private equity. Ha anche votato contro il piano di Toshiba di smembrarsi. Nel marzo 2023 Toshiba ha accettato di essere acquisita per 15 miliardi di dollari da un consorzio di 20 società, guidato da Japan Industrial Partners e comprendente Orix, Chubu Electric Power e Rohm.
Nel maggio 2022, Oasis ha pubblicato dettagli che sostenevano che la famiglia fondatrice di Fujitec, Uchiyama, stava abusando del suo controllo sull'azienda. In seguito ha poi convocato un'assemblea generale straordinaria per sostituire tutti gli amministratori esterni della società. Nel febbraio 2023, gli azionisti di Fujitec hanno votato per sostituire tre dei direttori esterni dell'azienda con quattro persone nominate da Oasis. Nel marzo 2023, il consiglio di amministrazione ha estromesso il presidente di Fujitec Takakazu Uchiyama.
Nel febbraio 2023, Oasis ha chiesto a The Restaurant Group di cambiare il suo team di gestione. Nei mesi successivi ha aumentato la sua partecipazione azionaria quando il prezzo delle azioni è sceso acquisendo azioni da Odey Asset Management e Columbia Threadneedle Investments. Nell'ottobre 2023, quando Apollo Global Management ha fatto un'offerta per l'acquisto di The Restaurant Group per 560 milioni di sterline, Oasis stava per realizzare profitti per 40 milioni di sterline.